# Martinček
Martinček (in ungherese Szentmárton) è un comune della Slovacchia facente parte del distretto di Ružomberok, nella regione di Žilina.